# Müllerberg (Loburg)
Der Müllerberg ist mit 123 m ü. NHN die zweithöchste Erhebung im Landkreis Jerichower Land in Sachsen-Anhalt.

## Lage und Umgebung
Er liegt im zentralen Teil vom Truppenübungsplatz Altengrabow und neun Kilometer nordöstlich von der Ortschaft Stadt Loburg der Einheitsgemeinde Möckern, auf dessen Gemarkung sich dieser Anteil des Übungsgeländes der Bundeswehr befindet.
Seine flache Bergkuppe ist nicht bewaldet, überwiegend mit großflächigen Zwergstrauchheiden versehen und das gesamte Areal ist ein Teil vom 3742 Hektar großen Vogelschutzgebiet Altengrabower Heide, welches fast das gesamte militärische Übungsgebiet umfasst.
Die Höhe liegt an der hier in Ostwestrichtung verlaufenden Wasserscheidelinie zwischen der Havel im Norden und der Elbe im Süden. Sie gehört zur westlichen Fläminghochfläche, einer Heide- und magerrasenreichen Waldlandschaft des nordostdeutschen Tieflandes.